# Johnny Hector
Johnny Hector (Lafayette, 26 novembre 1960) è un ex giocatore di football americano statunitense che ha militato nel ruolo di running back per tutta la carriera con i New York Jets della National Football League (NFL).

## Carriera
Hector fu scelto nel corso del secondo giro (cinquantunesimo assoluto) Draft NFL 1983 dai New York Jets e vi giocò per tutte le 10 stagioni della carriera fino al 1992. A metà degli anni ottanta fu membro del backfield conosciuto come "Two Headed Monster" (mostro a due teste) assieme al compagno Freeman McNeil, una coppia tra le migliori della lega. La sua miglior stagione fu quella del 1987 in cui guidò la NFL a pari merito con Charles White con 11 touchdown su corsa. L'anno successivo ne segnò 10. L'ultima marcatura in carriera la segnò il 23 dicembre 1990 contro i New England Patriots.

## Palmarès
- Leader della NFL in yard corse: 1

1987